# Breakfast at Tiffany's
Breakfast at Tiffany's (bra: Bonequinha de Luxo; prt: Boneca de Luxo) é um filme norte-americano lançado em 1961, do gênero comédia romântica, dirigido por Blake Edwards e escrito por George Axelrod, vagamente baseado no romance homônimo de 1958 de Truman Capote. Estrelado por Audrey Hepburn e George Peppard, com Patricia Neal, Buddy Ebsen, Martin Balsam e Mickey Rooney, o filme foi inicialmente lançado em 5 de outubro de 1961 pela Paramount Pictures.
O filme foi recebido positivamente na época, e ganhou dois Oscar: melhor trilha sonora e melhor canção original por "Moon River", que também foi selecionada como a quarta música mais memorável da história de Hollywood pelo American Film Institute em 2004. O filme também foi indicado para três outros prêmios na cerimônia: melhor atriz por Hepburn, melhor roteiro adaptado e melhor direção de arte.
Em 2012, o filme foi considerado "culturalmente, historicamente ou esteticamente significativo" pela Biblioteca do Congresso dos Estados Unidos e selecionado para preservação no National Film Registry.

## Sinopse
Adaptado da obra de Truman Capote, o filme Breakfast at Tiffany's narra a história de Holly Golightly, uma acompanhante de luxo que sonha em casar com um homem rico e tornar-se atriz em Hollywood, motivo pelo qual se mudou para a cidade de Nova Iorque. Golightly casou aos quatorze anos e fugiu de casa na tentativa de esquecer seu passado pobre e miserável. Ao mudar-se para Nova Iorque, Holly passa a ser ajudada financeiramente por Sally Tomato, um mafioso que está preso em Sing Sing – o local de encontro dos dois todas as quintas-feiras.
Holly tem um irmão chamado Fred, a pessoa mais querida por ela, uma vez que em todas as histórias de seu passado ele é sempre citado. Golightly se envolve com o escritor Paul e passa a chamá-lo de Fred, por considerar ele um amigo. É uma singela amizade entre dois vizinhos, porque ao escritor não interessa tudo aquilo que interessa a todos os outros homens que andam em redor de Holly, uma verdadeira boneca que não deixa indiferente aqueles com quem se cruza. Por isso mesmo, pelo desinteresse carnal que ele manifesta, Holly confia-lhe a sua amizade. Apesar do interesse em Paul, Holly reluta em se entregar a um amor que contraria seus objetivos de tornar-se rica.

## Elenco
- Audrey Hepburn como Holly Golightly
- George Peppard como Paul "Fred" Varjak
- Patricia Neal como Sra. Emily Eustace "2E" Failenson
- Buddy Ebsen como Doc Golightly
- Martin Balsam como O.J. Berman
- Mickey Rooney como I. Y. Yunioshi
- Alan Reed como Sally Tomato
- José Luis de Vilallonga como José da Silva Pereira (creditado como Vilallonga)
- Stanley Adams como Rutherford "Rusty" Trawler
- John McGiver como vendedor da Tiffany's
- Dorothy Whitney como Mag Wildwood
- Claude Stroud como Sid Arbuck
- Orangey como gato (treinado por Frank Inn)
- Beverly Powers como stripper (creditado como Miss Beverly Hills)
- Elvia Allman como bibliotecária

## Produção

### Pré-produção
O roteiro indicado ao Óscar foi escrito por George Axelrod, livremente baseado na novela de Truman Capote. Houve mudanças em relação ao roteiro, precisamente, para adequar-se ao meio do cinema e corresponder à perspectiva dos cineastas. Capote, que vendeu os direitos de sua obra para a Paramount Studios, queria que Marilyn Monroe interpretasse Holly Golightly. Barry Paris citou as próprias menções de Capote sobre a escolha da atriz: "Marilyn sempre foi minha primeira escolha para interpretar Holly Golightly". O roteirista Axelrod foi contratado para "adaptar o roteiro para Monroe". Quando Lee Strasberg aconselhou Monroe que interpretar uma "dama da noite" seria ruim para sua reputação, ela recusou o papel, e preferiu atuar em The Misfits (1961), como Roslyn Taber. Quando Hepburn foi escolhida em vez de Monroe, Capote comentou: "A Paramount me enganou em todos os sentidos, e lançou Audrey". A personagem também foi oferecida a Shirley MacLaine, mas ela recusou.
Originalmente os produtores Martin Jurow e Richard Shepherd escolheram John Frankenheimer como diretor, mas Hepburn disse que não o conhecia, e a pedido dela ele foi substituído.

### Filmagens

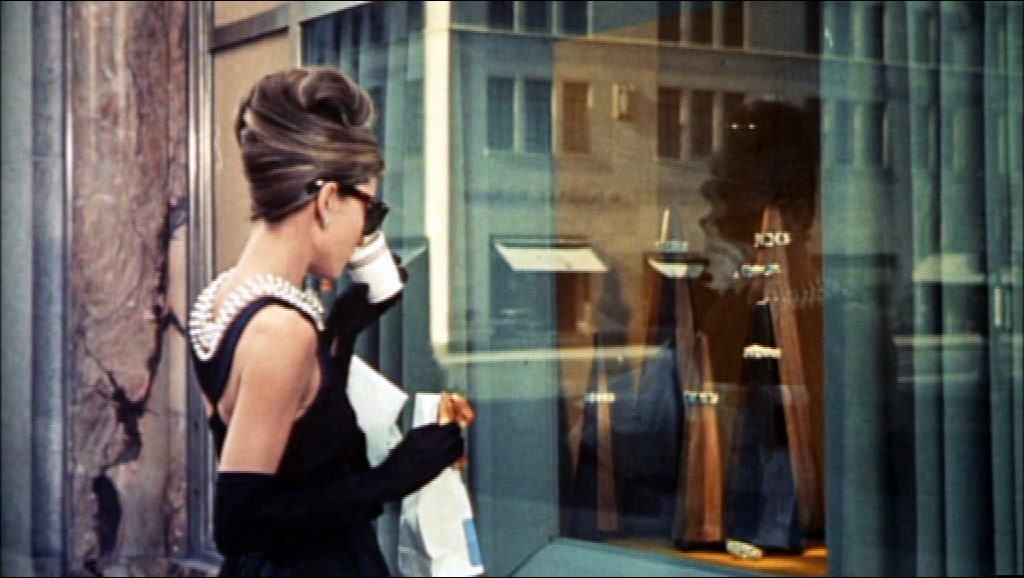
Hepburn na cena de abertura do filme

A maioria das cenas foram filmados em Nova Iorque, exceto as cenas de incêndio e as cenas finais, onde a personagem de Hepburn, explusa o gato do táxi. Algumas cenas, exceto na qual Hepburn e Peppard estão dentro da joalheria da Tiffany & Co., foram filmadas em estacionamentos da Paramount Studios em Hollywood.
A cena extremamente difícil de filmar, para o diretor Blake Edwards, era na qual Holly observava as vitrines da Tiffany's. Embora fosse simples em termos de conceito, havia várias pessoas acompanhando as filmagens. Além de que, a quantidade de pessoas fizeram com que Hepburn ficaste nervosa e cometeste vários erros, o que resultou a refazer a mesma cena várias vezes.

### Música
Levei muito tempo para descobrir quem era Holly Golightly. Uma dia, depois da meia-noite, eu ainda estava tentando. Não sou muito de beber bebidas alcoólicas, mas eu estava bebendo naquela noite. E aquilo veio para mim. Então, eu escrevi ["Moon River"] em meia hora.

Henry Mancini
Durante o filme, Hepburn cantou a canção, "Moon River", de Henry Mancini e Johnny Mercer. A canção foi adaptada para o alcance vocal de Hepburn, baseado em canções que ela havia cantando em Funny Face (1957). Na edição comemorativa de 2009, do DVD de Breakfast at Tiffany's, o coprodutor Richard Shepherd, falou em seu comentário de áudio, que após uma pré-estreia em São Francisco, que Martin Rankin, na época chefe de produção da Paramount, queria que "Moon River" fosse substituída por uma canção de alguém como Gordon Jenkins (cujo álbum o Manhattan Tower, tinha sido recém-lançado): "Martin Jurow [também coprodutor] e eu dissemos nem 'sob os nossos cadáveres'". De acordo com Mancini e Edwards, algum executivo do Paramount odiava a canção e exigiu que ela fosse excluída do filme; Hepburn, que estava presente, respondeu à sugestão levantando-se e dizendo: "Nem sob o meu cadáver!".
De acordo com a revista Time, Mancini "expressa suas melodias com um walking bass, amplia-as com variações de um coral, além de derivar sons vivos de um orquestra de jazz. "Moon River" é uma canção harmônica, com um grande coral em seu refrão".

## Recepção

### Resposta crítica
A revista Time observou que "pela primeira meia hora, Holly (Audrey Hepburn), de Hollywood, não é muito diferente da de Capote. Ela chutou a erva daninha e perdeu o filho ilegítimo que estava tendo, mas ainda é alegre Holly, a noiva infantil de Tulip, Texas, que aos 15 foge para Hollywood para encontrar algumas das melhores coisas da vida—como sapatos." Ele ressaltou que "após esse início fora de Capote, o diretor Blake Edwards (High Time) segue para um final fora do personagem." Quase meio século depois, a Time comentou o impacto crucial do retrato de Golightly por Hepburn:
Breakfast at Tiffany's colocou Hepburn em seu curso de Hollywood dos anos 60. Holly Golightly, uma garota sulista de cidade pequena que virou manaca de Manhattan, era a prima americana impertinente de Eliza Doolittle, a garota-flor da Cockney que virou My Fair Lady. Holly também foi o protótipo das mulheres de Hepburn em Charade, Paris When It Sizzles, e How to Steal a Million. E ela preparou audiências para as ansiedades do nível do solo que os personagens de Hepburn sofreram em The Children's Hour, Two for the Road e Wait Until Dark.
O The New York Times classificou o filme como "um voo completamente inacreditável, mas totalmente cativante, composto de bonecos desiguais de comédia, romance, pungência, coloquialismos engraçados e as mais ostensivas áreas do East Side de Manhattan, capturadas com a mais bela das cores." Ao rever as performances, o jornal disse que Holly Golightly é:
Tão implausível como sempre. Mas na pessoa da Srta. Hepburn, ela é uma garota elfa genuinamente encantadora, que será acreditada e adorada quando vista. George Peppard é casual e, na maior parte, um cidadão moderado que parece gostar de observar melhor do que participar do processo. Martin Balsam faz um agente de Hollywood apropriadamente ousado e mal-humorado. O japonês míope de Mickey Rooney é amplamente exótico. Patricia Neal é simplesmente legal e rápida em suas poucas aparições como patrocinadora de Peppard e Vilallonga, é apropriadamente suave e continental como a brasileira de Miss Hepburn, enquanto Buddy Ebsen tem um breve momento pungente como marido de Miss Hepburn.
Truman Capote odiava Hepburn na parte principal. O biografo de Capote, Gerald Clarke, considerou o filme um "dia dos namorados" para as mulheres de espírito livre, em vez de um conto preventivo sobre uma menina perdida na cidade grande. "O filme é uma confecção — uma confecção de açúcar e especiarias."
No site de agregação Rotten Tomatoes coletou retrospectivamente avaliações de 50 críticos e atribuiu ao filme uma classificação de 88%, com uma classificação média de 7,4/10. Os estados de consenso do site: "Ele contém alguns anacronismos feios, mas Blake Edwards é o mais engraçado neste clássico icônico, e Audrey Hepburn absolutamente ilumina a tela."

### Legado

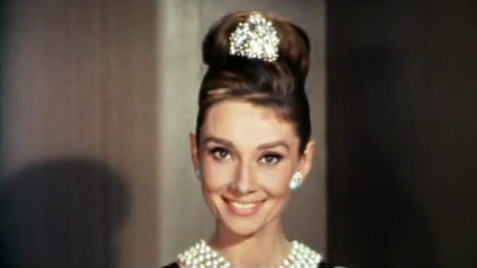
Audrey Hepburn como Holly Golightly no trailer do filme

Hepburn como Holly, com seu cabelo em um coque alto e carregando uma piteira enorme, é considerada uma das imagens mais emblemáticas do cinema americano do século XX. Outro item icônico em todo o filme são os óculos de sol de Holly. Muitas vezes erroneamente identificado como Ray-Ban, eles são óculos de sol de Manhattan projetados e fabricados em Londres por Oliver Goldsmith. Em 2011, o modelo foi relançado para marcar o 50º aniversário de Breakfast at Tiffany's. Um dos três vestidos desenhados por Givenchy para Hepburn para possível uso no filme vendido em leilão pela Christie's em 5 de dezembro de 2006 por £467.200 (~US$ 947.000), cerca de sete vezes o preço de reserva. O "Little Black Dress", de Givenchy, usado por Hepburn no início do filme, é citado como um dos itens mais icônicos da história do século XX e é, talvez, o vestido preto mais famoso de todos os tempos. Um segundo "pequeno vestido preto" em Breakfast at Tiffany's, junto com seu chapéu de abas largas, foi usado por Hepburn como Holly quando ela vai visitar a mafiosa Sally Tomato na prisão de Sing Sing. Este vestido foi homenageado como um dos vestidos usados pela personagem de Anne Hathaway, Selina Kyle, o alter ego de Mulher-Gato, em The Dark Knight Rises, de Christopher Nolan; o personagem da banda desenhada Mulher-Gato foi originalmente desenhado baseado em Hepburn, de acordo com o artista de capa em quadrinhos Mulher-Gato, Adam Hughes, para criar uma dupla homenagem a Holly Golightly, de Hepburn, na Mulher-Gato de Hathaway.
Um colar de diamantes na Tiffany's que Hepburn desprezava como muito chamativo, era o Tiffany Yellow Diamond, que ela usava em fotos publicitárias para o filme. O perfil da Tiffany, embora já estabelecido como um varejista de luxo eminente, foi ainda impulsionado pelo filme.

## Prêmios e indicações
O filme recebeu diversas indicações a prêmios que reconhecem os melhores da indústria cinematográfica e musical. Recebeu indicação para cinco categorias do Oscar, das quais venceu duas, três no Globo de Ouro e cinco nomeações ao Grammy.
Oscar (1962)
| Categoria                        | Recipiente                                               | Resultado |
| -------------------------------- | -------------------------------------------------------- | --------- |
| Melhor roteiro adaptado          | George Axelrod                                           | Indicado  |
| Melhor direção de arte (a cores) | Hal Pereira, Roland Anderson, Samuel M. Comer, Ray Moyer | Indicado  |
| Melhor atriz                     | Audrey Hepburn                                           | Indicado  |
| Melhor trilha sonora original    | Henry Mancini                                            | Venceu    |
| Melhor canção                    | "Moon River", por Henry Mancini                          | Venceu    |

Globo de Ouro (1962)
| Categoria                         | Recipiente     | Resultado |
| --------------------------------- | -------------- | --------- |
| Melhor filme – comédia ou musical | Blake Edwards  | Indicado  |
| Melhor atriz – comédia ou musical | Audrey Hepburn | Indicado  |

Grammy (1962)
| Categoria                                                     | Recipiente                                      | Resultado |
| ------------------------------------------------------------- | ----------------------------------------------- | --------- |
| Canção do ano                                                 | "Moon River", por Henry Mancini e Johnny Mercer | Venceu    |
| Melhor arranjo                                                | "Moon River", por Henry Mancini                 | Venceu    |
| Gravação do ano                                               | "Moon River", por Henry Mancini                 | Venceu    |
| Melhor álbum de trilha sonora ou gravação/cinema ou televisão | Henry Mancini                                   | Venceu    |
| Melhor performance por uma orquestra                          | Henry Mancini                                   | Venceu    |

## Trilha sonora
A trilha sonora contou com uma trilha composta e dirigida por Henry Mancini, com músicas de Mancini e do letrista Johnny Mercer. Mancini e Mercer ganharam o Oscar de Melhor Canção Original de 1961 por "Moon River". Há também partituras inéditas do Breakfast at Tiffany's existentes; "Carousel Cue" é de uma cena sem superfície, enquanto "Outtake 1" é de uma cena deletada em que Holly e Fred visitam a Tiffany's e são uma variação do tema principal.

### Lista de canções
- "Moon River"
- "Something for Cat"
- "Sally's Tomato"
- "Mr. Yunioshi"
- "The Big Blow Out"
- "Hub Caps and Tail Lights"
- "Breakfast at Tiffany's"
- "Latin Golightly"
- "Holly"
- "Loose Caboose"
- "The Big Heist"
- "Moon River [Cha Cha]"

Em 2013, Intrada lançou a partitura completa em sua performance original no cinema (como em muitos álbuns da trilha sonora de Mancini e outros na época, o álbum lançado ao lado do filme foi uma regravação).
1. Main Title (Moon River) (3:07)
2. Paul Meets Cat (1:24)
3. Sally's Tomato (4:57)
4. The Big Blowout (1:05)
5. Poor Fred (3:22)
6. Moon River (Cha Cha) (2:32)
7. Latin Golightly (3:05)
8. Something For Cat (4:48)
9. Loose Caboose – Part 1 (À La Cha Cha) (3:22)
10. Loose Caboose – Part 2 (2:11)
11. Moon River (Vocal By Audrey Hepburn) (2:03)
12. Meet The Doc (With Organ Grinder) (1:37)
13. An Exceptional Person (2:57)
14. You're So Skinny (0:57)
15. Turkey Eggs (2:43)
16. Hub Caps And Tail Lights (2:19)
17. Rats And Super Rats (2:27)
18. The Hard Way (0:55)
19. Rusty Trawler (0:26)
20. Holly (1:56)
21. A Lovely Place (1:33)
22. Bermuda Nights (0:22)
23. The Big Heist (4:02)
24. After The Ball (1:14)
25. Just Like Holly (1:41)
26. Wait A Minute (0:44)
27. Feathers (1:14)
28. Let's Eat (1:39)
29. Where's The Cat? And End Title (Moon River) (3:50)
30. Moon River (Audrey Hepburn & Guitar) (1:38)
31. Moon River (Piano And Guitar) (1:38)
32. Moon River (Harmonica And Guitar) (1:36)
33. Meet The Doc (Without Organ Grinder) (1:37)
34. Piano Practice No. 1 (1:38)
35. Piano Practice No. 2 (1:48)
36. Piano Practice No. 3 (0:54)
37. Moon River (New York Version) (2:01)
38. Moon River (Whistling) (0:10)

## Lançamento
Breakfast at Tiffany's foi um dos primeiros filmes de Hepburn a ser lançado no mercado de home video no início dos anos 80, e também está amplamente disponível em DVD. Em 7 de fevereiro de 2006, a Paramount lançou um DVD de edição especial de 45 anos na América do Norte com recursos não incluídos no lançamento anterior do DVD. Em 13 de janeiro de 2009, uma versão remasterizada da coleção Centennial do filme foi lançada. Além das características especiais da edição do 45º aniversário. Em 2011, uma versão HD do filme recentemente remasterizada foi lançada em Blu-ray, com muitos dos recursos dos DVDs anteriores. A restauração digital do filme foi feita pela Paramount Pictures. As imagens digitais foram quadro a quadro restauradas digitalmente na Prasad Corporation para remover sujeira, rasgos, arranhões e outros artefatos. O filme foi restaurado ao seu visual original para o seu 50º aniversário.

## Adaptações
Em 1966, David Merrick produziu um musical da Broadway de mesmo nome estrelado por Mary Tyler Moore como Holly Golightly e Richard Chamberlain como Paul. A produção conturbada fechou depois de quatro prévias.
Em 2004, uma nova adaptação musical do filme fez sua estreia mundial no The Muny em St. Louis. Em maio de 2009, a atriz Anna Friel confirmou que iria estrelar uma adaptação do filme no West End. O show foi inaugurado em setembro de 2009 no Haymarket Theatre. Uma nova adaptação estreou em março de 2013 no Cort Theater em Nova York. O papel de Holly Golightly foi interpretado por Emilia Clarke.